# Francisco Giménez Bautista
Francisco Giménez Bautista (Barcelona, 1949) és un treballador de banca i sindicalista català. El 1968 va pertànyer a CCOO, però el 1972 es passà a la Unió Sindical Obrera (USO), de la qual fou secretari general de Catalunya i membre del comitè executiu federal entre 1975 i 1987. El 1987 participà en les vagues pel conveni col·lectiu de la Banca. De 1990 a 1997 fou novament membre del comitè executiu federal d'USO, i des del 1995 membre del Comitè Nacional de l'USO. També ha estat secretari del comitè d'empresa del BBVA.
L'any 2011 la Generalitat de Catalunya li concedeix la Medalla al treball President Macià.